# The Monkees (serie de televisión)
The Monkees es una serie de televisión estadounidense emitida por la cadena NBC entre 1966 y 1968 durante dos temporadas. Presentaba a la agrupación The Monkees, conformada por cuatro jóvenes músicos, tratando de hacerse un nombre entre las grandes bandas de rock la década de 1960. Ganó dos Premios Emmy en 1967, incluyendo la categoría "mejor serie de comedia". A mediados de la década de 1980 la serie volvió a ser emitida por la cadena MTV.

## Temporadas
| Temporada | Temporada | Episodios | Episodios | Lanzamiento original     | Lanzamiento original     |
| --------- | --------- | --------- | --------- | ------------------------ | ------------------------ |
|           | 1         | 32        | 32        | 12 de septiembre de 1966 | 12 de septiembre de 1966 |
|           | 2         | 26        | 26        | 11 de septiembre de 1967 | 11 de septiembre de 1967 |

## Reparto

### The Monkees
- Micky Dolenz: voz principal y coros, batería
- Davy Jones: percusiones y coros
- Peter Tork: órgano electrónico, piano, bajos y coros
- Michael Nesmith: guitarras y coros